# 어빈 커슈너
어빈 커슈너(영어: Irvin Kershner, 1923년 4월 29일 ~ 2010년 11월 27일)는 미국의 영화 감독이다. 그는 스타워즈 두 번째 시리즈 《제국의 역습》과, 《로보캅 2》, 《네버 세이 네버 어게인》 등 잘 알려진 영화 시리즈의 감독으로 유명하다.
커슈너는 2010년 11월 27일, 평소부터 앓아온 폐암으로 사망하였다. 그는 사망하기 직전까지도 친구이자 SF 작가인 레이 브래드버리에 관한 다큐멘터리와, 아랍인의 우정을 다룬 뮤지컬 《진》을 제작하고 있었다고 전한다.

## 출연 작품
- 로저 코만의 세계 (2011)
- 더 로스트 트리브 (2009)
- 버클리 (2005)
- 텔 뎀 후 유 알 (2004)
- 아메리칸 퍼펙트 (1997)
- 앵거스 (1995)
- 죽음의 땅 (1994)
- 해저 군단 (1993)
- 로보캅 2 (1990)
- 와일드파이어 (1988)
- 그리스도 최후의 유혹 (1988)
- 어메이징 스토리 (1985)
- 007 네버 세이 네버 어게인 (1983)
- 스타워즈 에피소드 5 - 제국의 역습 (1980)
- 로라 마스의 눈 (1978)
- 엔터베 특공 작전 (1977)
- 말이라 불리운 사나이 2 (1976)
- 스파이 (1974)
- 마지막 선택 (1967)
- 파인 매드니스 (1966)